# Zakia Mrisho Mohamed
Zakia Mrisho Mohamed (sinh ngày 19 tháng 2 năm 1984) là vận động viên chạy đường dài người Tanzania chuyên về điền kinh và chạy đường trường. Cô đại diện cho đất nước của mình tham gia nội dung 5000 mét tại Thế vận hội Mùa hè 2008 và Thế vận hội Olympic 2012.
Sinh ra ở Singida, Cô đã tham dự giải điền kinh quốc tế quy mô lớn lần đầu vào năm 2003, ở nội dung 3000 mét trong đó cô đã về đích vị trí thứ sáu. Cô đã thắng đường chạy xuyên quốc gia Cinque Mulini năm 2004, trở thành người phụ nữ Tanzania đầu tiên làm được như vậy. Cô đã được chọn cho Giải vô địch quốc gia xuyên quốc gia IAAF 2005 và đã hoàn thành ở vị trí thứ hai mươi trong cuộc đua chạy đường dài. Cô về thứ sáu trong cuộc đua 5000 m tại Giải vô địch điền kinh thế giới năm 2005 và thứ ba tại Chung kết điền kinh thế giới (3000 m) một tháng sau đó. Cô đại diện cho Tanzania tại Đại hội thể thao Khối Thịnh vượng chung 2006, đứng thứ tám trong nội dung 5000 m final.
Tại Giải vô địch quốc gia xuyên quốc gia IAAF 2007 cô ấy đứng thứ 23 chung cuộc nhưng cô ấy kém thành công trên đường đua, không thể vượt qua vòng loại trực tiếp nội dung 5000 m tại Giải vô địch điền kinh thế giới năm 2007. Số phận tương tự đã chờ đợi cô ở Thế vận hội Olympic đầu tiên của cô tại Bắc Kinh vào năm sau, mặc dù cô đã giành được vị trí thứ tư nội dung 3000 m tại Chung kết điền kinh thế giới IAAF 2008 cũng như thi đấu trong nội dung 5000 m. Cô đã lọt vào trận chung kết toàn cầu lớn đầu tiên của mình trong mùa giải tiếp theo tại Giải vô địch thế giới về điền kinh năm 2009, chiếm vị trí thứ 15 ở nội dung 5000 m.
Mrisho được chọn là một trong ba đại diện cho Châu Phi tại nội dung 5000 m nữ tại 2010 IAAF Continental Cup (cùng với Vivian Cheruiyot và Sentayehu Ejigu và cô về đích đầu tiên. Cô đã giành được adidas Women's 5K ở Prague vào tháng 9 năm 2010, đánh bại nhà á quân và đương kim vô địch Gladys Otero trong vòng mười bảy giây.

## Thành tích
| Năm  | Giải đấu              | Địa điểm             | Thứ hạng | Chú thích   |
| ---- | --------------------- | -------------------- | -------- | ----------- |
| 2003 | World Athletics Final | Monte Carlo, Monaco  | 6th      | 3000 metres |
| 2005 | World Championships   | Helsinki, Finland    | 6th      | 5000 metres |
| 2005 | World Athletics Final | Monte Carlo, Monaco  | 3rd      | 3000 metres |
| 2006 | Commonwealth Games    | Melbourne, Australia | 8th      | 5000 m      |
| 2008 | World Athletics Final | Stuttgart, Germany   | 4th      | 3000 m      |

### Thành tích cá nhân xuất sắc nhất
- 1500 metres - 4:10.47 (2005)
- 3000 metres - 8:39.91 (2005)
- 5000 metres - 14:43.87 (2005)
- 10,000 metres - 32:20.47 (2010)